# François Noël Babeuf

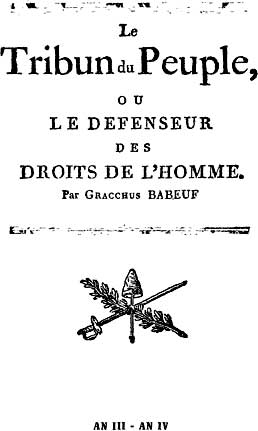
Le Tribun du peuple

François Noël Babeuf (pseudonim Gracchus) (ur. 23 listopada 1760 w Saint-Quentin, zm. 27 maja 1797 w Vendôme) – radykalny polityk francuski z okresu rewolucji francuskiej.
Chłopskiego pochodzenia, z zawodu mierniczy (geodeta). W chwili wybuchu Rewolucji Francuskiej w 1789 pracował jako dziennikarz w Pikardii. Od 1793 działał w Paryżu, przyłączając się do rewolucjonistów i organizując Sprzysiężenie Równych. Przewodził tzw. „Klubowi Panteonu”, prowadząc w nim prężną działalność propagandową na rzecz zradykalizowania Rewolucji. Z jakobina stał się wrogiem Robespierre’a. Po jego upadku zwrócił się przeciwko Dyrektoriatowi, rozwijając działalność spiskową. W wyniku zdrady został aresztowany (1797), osądzony i ścięty na gilotynie.
Wydawał radykalny dziennik „Trybun Ludu” (Le Tribun du peuple). Napisał Listy do Germaina i Manifest plebejski.
Sięgał do koncepcji Rousseau i Morelly'ego. W swoich egalitarystycznych i utopijnych poglądach głosił, iż własność powstała wskutek przebiegłości silniejszych wobec słabszych, których zepchnięto w nędzę. Ziemię należy więc podzielić na równe działki i rozdać obywatelom. Postulował uspołecznienie środków produkcji. Głosił, iż rozwój przemysłu i handlu doprowadzi do powszechnego dobrobytu. Był zwolennikiem rewolucji uciskanych przeciwko uciskającym (rewolucji proletariackiej). Przejęcie władzy miało zaś nastąpić w drodze zamachu stanu, dokonanego przez grupę konspiratorów. Babeuf rewolucję przyrównywał do wspaniałej, ale wymagającej męstwa wyprawy z Egiptu, domu niewoli, do Kanaanu. W nowym komunistycznym ustroju miała zostać zniesiona własność prywatna, prawo dziedziczenia i zaprowadzona wspólnota dóbr. Poprzez wprowadzenie wspólnoty dóbr miała nastąpić całkowita i prawdziwa „regeneracja” Francji.
Do poglądów Babeufa nawiązali nie tylko socjaliści utopijni, czartyści, ale także Marks i Engels. Uznawany był za prekursora komunizmu a jego doktryna – mimo prześladowań ze strony władz – posiadała wielu zwolenników. Komunistyczne zasady Babeufa noszą nazwę babuwizmu.